# 곤도 요시히토
곤도 요시히토(일본어: 近藤 慶一, 2002년 3월 3일~)는 일본의 축구 선수이다.

## 구단 경력
그는 2023년 J2리그의 이와키 FC에 입단했다. 2024년까지 49경기에 출전하여, 7득점을 넣었다. 2025년 J3리그의 가고시마 유나이티드 FC로 이적했다.